# Fabrizio Lori
Fabrizio Lori (Roma, 1946) és un director i productor de cinema italià.

## Biografia
Del 1966 al 1970 va assistir a cursos d'actuació i direcció teatral a l'estudi Alessandro Fersen de Roma. Va començar la seva carrera com a productor l'any 1973 amb la pel·lícula per a televisió La città del sole dirigida per Gianni Amelio. Posteriorment va produir per al cinema les pel·lícules Principe di Homburg de Gabriele Lavia, Quando finiranno le zanzare de Giorgio Pandolfi i Donna di cuori de Lina Mangiacapre.
El 1981 va ser el director i guionista de la pel·lícula Il falco e la colomba, per la qual va rebre el Premi Rizzoli a la millor primera pel·lícula de 1981.

El 1989 va dirigir i produir la pel·lícula Bangkok solo... andata l'any següent el llargmetratge Un metro all'alba.
L'any 2001 va dirigir i produir la pel·lícula Lo strano caso del signor Kappa.

## Filmografia

### Director
- Il falco e la colomba (1981)
- Bangkok... solo andata (1989)
- Un metro all'alba (1990)
- Lo strano caso del signor Kappa (2001)

### Productor
- La città del sole, de Gianni Amelio (1973) - telefilm
- Principe di Homburg, de Gabriele Lavia (1983)
- La via dei Garamanti, de Vito Bruschini (1987) - documental
- Donna di cuori, de Lina Mangiacapre (1994)